# 博多区
博多区（はかたく）は、福岡市を構成する7区の行政区の1つ。福岡県庁所在地。市内の主要インフラ（博多駅・博多港・福岡空港）を抱え、国道3号が区内を縦断するなど、交通の中枢となる。九州の経済において根幹を担う事業所が多数立地し、卸売業販売額は九州内シェア27%を誇る（2014年商業統計）。

## 概要
区内には九州最大のターミナル駅である博多駅や日本三大歓楽街として有名な中洲、川端通商店街や大規模複合商業施設のキャナルシティ博多などが位置している。博多駅周辺には大規模なビジネス街が広がっており、2011年には駅ビルのJR博多シティが開業するなど2010年代以降は大型商業施設の集積が進んでいる。博多総鎮守として知られる櫛田神社の奉納神事である博多祇園山笠が毎年行われ、当区は「博多部（はかたぶ）」と呼ばれる商業都市「博多」の旧市街を含む。櫛田神社の他にも東長寺や承天寺、住吉神社などの古くからの神社仏閣が軒を連ねる。博多区は天神や大名、大濠公園などを擁する中央区とともに福岡市の都心を形成している。1981年に中央区天神から当区東公園に福岡県庁が移転してきた。

### 名称について
旧来から「博多」と呼ばれるのは、博多区のうち概ね那珂川と御笠川（石堂川）、及び那の津通りと国体通りに挟まれた博多旧市街にあたる区域のことで、狭義の博多（博多部）にあたる。全地域が博多小学校・博多中学校の校区に含まれ、これに三笠川右岸の千代町を含めた部分は複数町からなる「流（ながれ）」を構成して博多祇園山笠や博多松囃子などの伝統行事を現代まで受け継いでおり、博多を特徴づける文化的共同体を保持している。なお、博多部の範囲は現在の中心地区である博多駅の位置とは異なる。

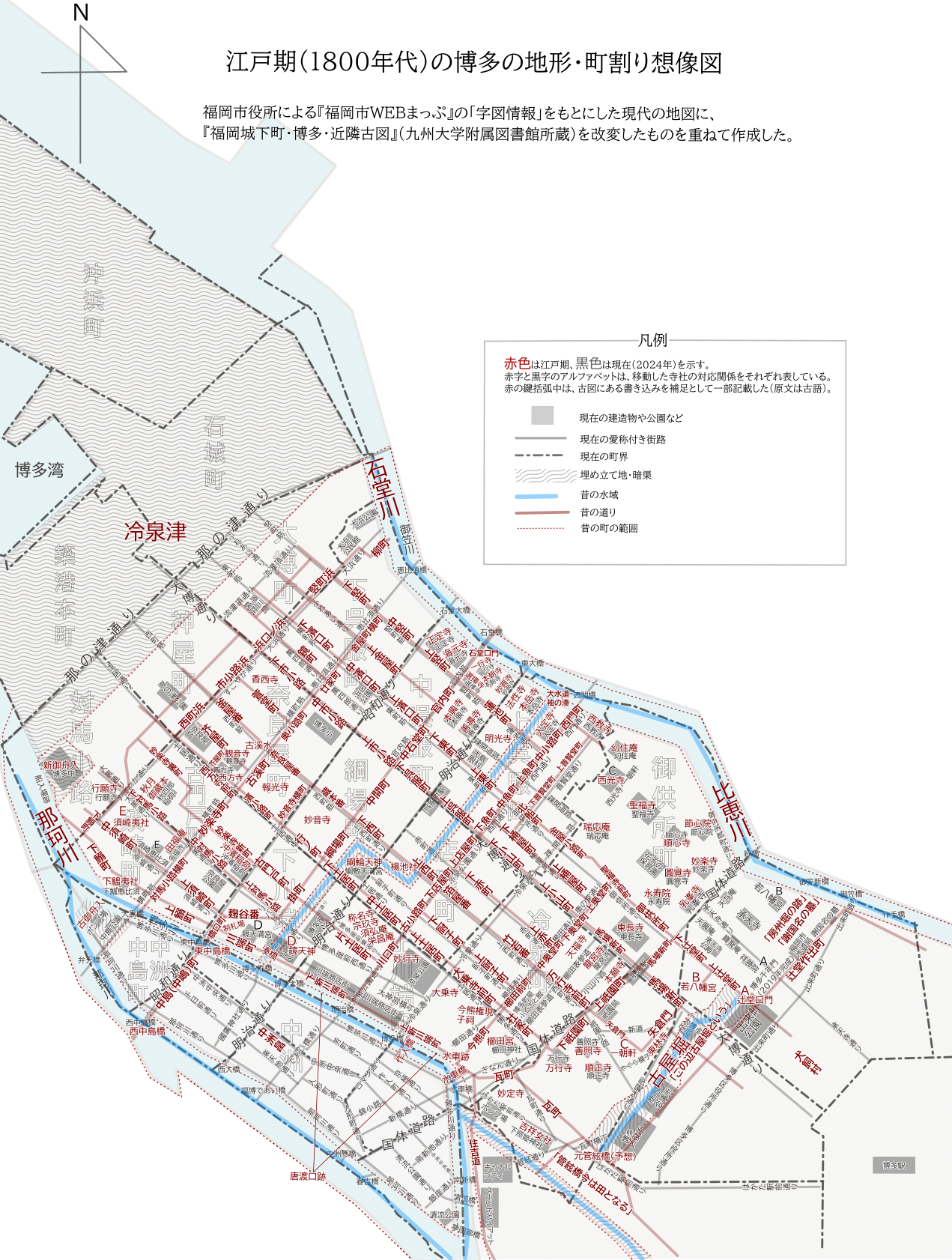
2024年（令和6年）現在に近世の地名などを推定で重ね合わせた狭義の博多の地図（SVG形式のファイルへのリンク）

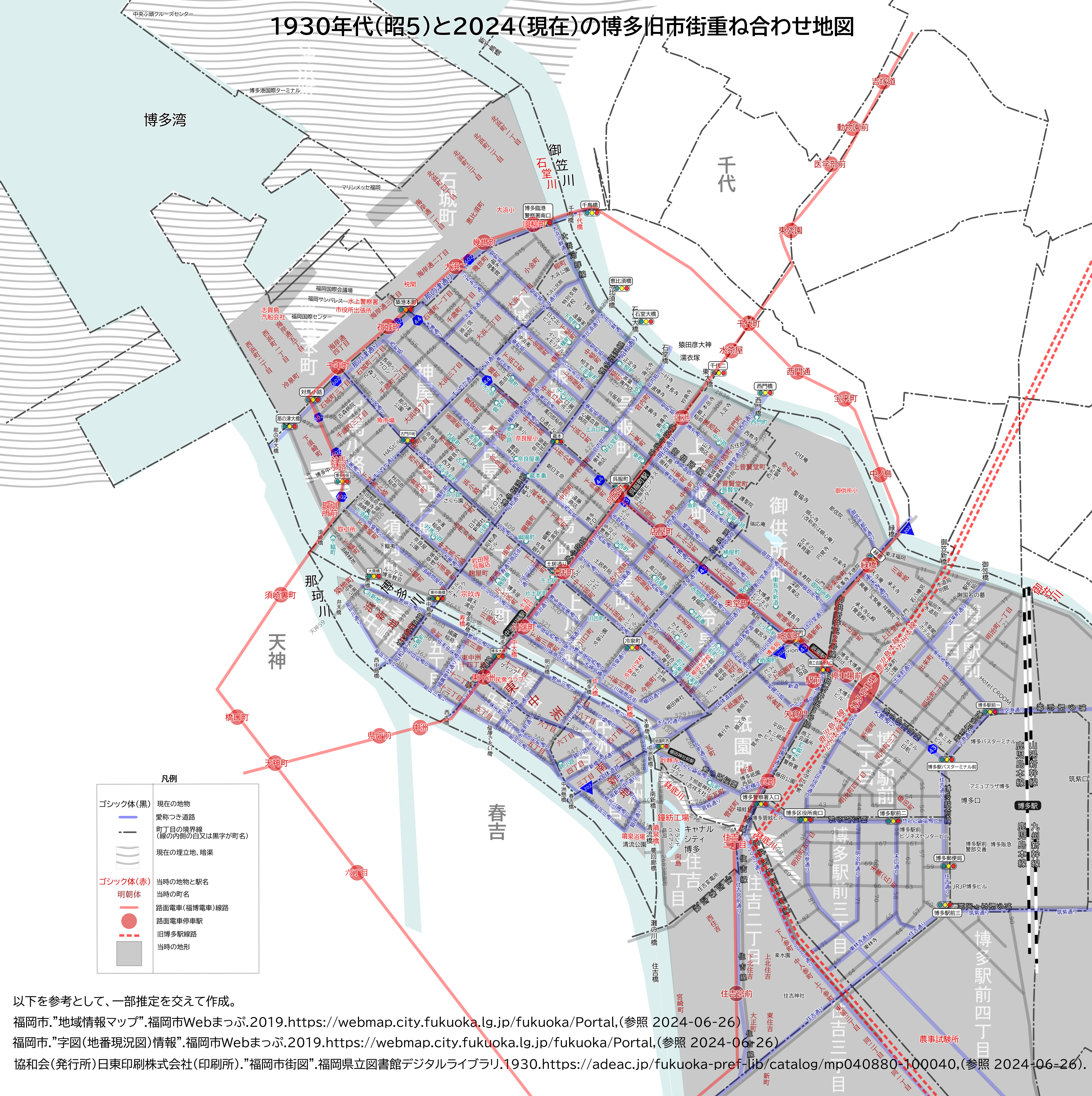
2024年（令和6年）現在に1930年代（昭和5年以降）の地名などを推定で重ね合わせた狭義の博多の地図（SVG形式のファイルへのリンク）

「博多」という地名は、「福岡（那珂川より西側の城下町）」との合併による福岡市制発足からは「博多駅」や「博多港」などの一部に残るに留まり、行政区画では用いられていなかったが、1972年に福岡市が政令市に昇格するにあたって「博多区」としてその名称を復活させた。現在においては単に「博多」といった場合、狭義の博多である「博多部」というよりも、博多駅周辺や博多区を指すことが多い。また特に市外の人にとっては博多駅が市の玄関口であることや博多の全国的知名度が高いことから、福岡市の別称のような形で福岡市そのものを指すこともあり、その言葉が指し示す範囲には曖昧性・多義性がある。

### 地理
地理上は福岡市の東部にあたり、北西から南東に向かって長く伸びた区域である。北西部では那珂川を挟んで中央区と接し、中西部では那珂川および鹿児島本線を挟んで南区と接する。北部で東区と、東部で志免町と、南東部で大野城市と、南西部で春日市と接する。

## 歴史

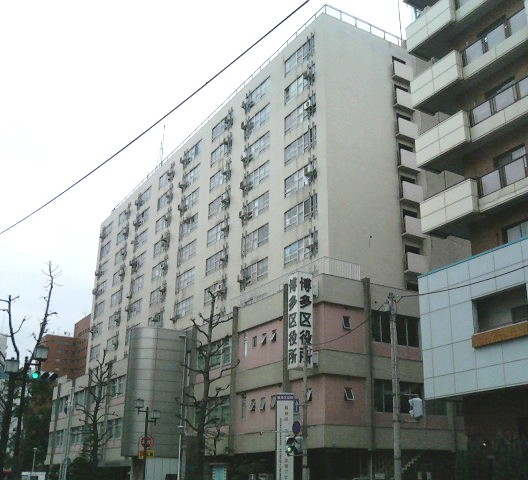
初代博多区役所（2006年1月17日)

1972年4月1日、福岡市が政令指定都市になると同時に発足した。発足当時は福岡市の区の中で唯一、地域固有の地名に由来する区名であった。
区制施行以前の歴史は、博多および福岡市を参照。
2021年12月に隣接する藤田公園と敷地を入れ替える形で2代目庁舎が竣工した。

## 人口の変遷
- 1975年　163,523
- 1980年　162,367
- 1985年　162,787
- 1990年　165,631
- 1995年　169,319
- 2000年　180,722
- 2005年　195,711
- 2010年　212,527
- 2015年　228,441
- 2020年　252,034

## 行政区分
県庁所在区のため、衆議院総選挙区は福岡県第1区となっている。なお、福岡市の中心区である中央区は福岡県第2区である。

## 地域
北西端部は博多湾に面した港湾地区で、博多港を中心に倉庫や流通の拠点となる場所である。ここ博多港にあるベイサイドプレイスからは、壱岐、対馬、五島及び玄界島へのフェリーやジェットフォイルが就航しており、博多ポートタワーがある。
北西部は古くから港町・商業都市として栄えてきた「博多」と呼ばれる地域で、天神と並ぶ福岡市の中心市街地の呉服町や祇園がある。中でも那珂川と博多川に挟まれた地区は「中洲」と呼ばれ、日本有数の歓楽街となっている。そこから南下すると、キャナルシティ博多がある。
市街地の南東端には博多駅がある。初代の博多駅は、古来からの博多市街に近い場所に駅を作ってほしいという地元の要望を受け入れたため現在の出来町公園付近にあり、線路は大きく西にカーブしていた。旅客や貨物の増加による混雑が深刻となったため、当時は田畑が広がっていた街外れに線路を移設し、周囲を区画整理して新たな博多駅を作ることになり、1963年に現在の場所に博多駅が移転した。2011年に博多駅の建て替えに伴い、JR博多シティが誕生した。博多駅周辺地区はビルやホテルが林立するビジネス街としての性格が強かったが、博多駅建て替えにより、都市部の大型ショッピングモールができ、近年は商業地としての顔も芽生え始めてきた。
区の中央部から南東部にかけて、福岡空港の敷地が伸びている。空港の西側は住宅地。空港東側の東平尾公園と呼ばれる緑地には博多の森球技場、ベスト電器スタジアム（アビスパ福岡の本拠地）などの諸施設があるが、その南側には住宅地が広がる。
区北部には東公園と呼ばれる緑地があり、園内に福岡県庁や福岡県警察本部がある。

### 教育

#### 高等学校
県立
- 福岡県立福岡高等学校
- 福岡県立博多青松高等学校

私立
- 沖学園高等学校
- 東福岡高等学校
- 精華女子高等学校

#### 中学校
市立
- 福岡市立千代中学校
- 福岡市立東光中学校
- 福岡市立東住吉中学校
- 福岡市立住吉中学校
- 福岡市立板付中学校
- 福岡市立三筑中学校
- 福岡市立那珂中学校
- 福岡市立吉塚中学校
- 福岡市立席田中学校
- 福岡市立博多中学校

私立
- 沖学園中学校
- 東福岡自彊館中学校

#### 小学校
市立
- 福岡市立住吉小学校
- 福岡市立東住吉小学校
- 福岡市立堅粕小学校
- 福岡市立千代小学校
- 福岡市立吉塚小学校
- 福岡市立東吉塚小学校
- 福岡市立席田小学校
- 福岡市立月隈小学校
- 福岡市立東月隈小学校
- 福岡市立春住小学校
- 福岡市立板付小学校
- 福岡市立板付北小学校
- 福岡市立那珂小学校
- 福岡市立那珂南小学校
- 福岡市立東光小学校
- 福岡市立三筑小学校
- 福岡市立弥生小学校
- 福岡市立博多小学校

#### 特別支援学校
- 福岡市立南福岡特別支援学校
- 福岡市立特別支援学校博多高等学園
- 上記のほかに社団法人福岡県私学教育振興会と福岡県私学協会が設置した福岡学習支援センターがある。

### 警察
福岡県内全域を管轄し博多区に本部を置く警察組織
- 九州管区警察局
- 福岡県警察本部
- 福岡県警察鉄道警察隊 - 鉄道・列車内を管轄
- 九州管区警察学校

博多区内の所轄警察署
- 博多警察署 - 福岡空港内・港湾地区内を除く博多区内全域を管轄
- 福岡空港警察署 - 福岡空港内を管轄
- 博多臨港警察署 - 港湾地区を管轄

### 消防
- 博多消防署
  - 空港出張所
  - 堅粕出張所
  - 冷泉出張所
  - 上牟田出張所
  - 板付出張所
  - 那珂南出張所

### 郵便局
集配局：2局
- 博多北郵便局・博多南郵便局

無集配局：33局
- 博多郵便局 - ゆうちょ銀行博多店、博多北郵便局博多駅前分室を併設

- 博多大井郵便局
- 福岡空港内郵便局
- 福岡上牟田郵便局
- 博多比恵郵便局
- 博多駅前一郵便局
- 博多駅前四郵便局
- 博多駅東郵便局
- 福岡合同庁舎内郵便局

- 福岡小林郵便局
- 福岡南小路郵便局
- 福岡美野島郵便局
- 博多住吉郵便局
- 博多奈良屋郵便局
- 博多土居町郵便局
- 博多リバレイン内郵便局
- 博多港郵便局

- 博多呉服郵便局
- 博多祇園郵便局
- 博多祇園西郵便局
- 博多堅粕郵便局
- 福岡東吉塚郵便局
- 吉塚郵便局
- 博多千代郵便局
- 福岡県庁内郵便局

- 博多月隈郵便局
- 福岡雑餉隈郵便局
- 福岡麦野郵便局
- 板付郵便局
- 博多那珂郵便局
- 福岡諸岡郵便局
- 竹下郵便局
- 博多半道橋郵便局

ゆうちょ銀行店舗外出張所：9ヶ所

### 文化施設
- 博多市民センター・博多図書館
- 博多南地域交流センター（さざんぴあ博多）・博多南図書館
- 福岡国際センター
- 福岡国際会議場
- マリンメッセ福岡

## 博多区に本社を置く主要企業
- 朝日新聞西部本社福岡本部
- アサヒ緑健
- アスカコーポレーション
- アステム
- ASOジャパン
- アトル
- アプライド
- イオングループ
  - イオン九州
  - レッドキャベツ
- 石村萬盛堂
- イワタダイナース（ピザクック）
- ヴァーナル
- ウエスト
- 上村建設
- カンサイ
- 九州音楽放送
- 九州カード
- 九州勧業
- 九州観光バス
- 九州急行バス
- 九州郵船
- 九州旅客鉄道
  - JR九州バス
  - JR九州リテール
  - JR九州高速船
  - 九州電気システム
  - JR九州プライベートリート投資法人
- ジェイエムテクノロジー
- きょくとう
- コスモス薬品
- サイバーコネクトツー
- 西部ガスホールディングス
- 作州商事
- サニックス
- シノケン
- 翔薬
- 新出光
- 正興電機製作所
- 西部電気工業
- 積水ハウス不動産九州
- ソフトサービス
- 筑水キャニコム（登記上の本店はうきは市）
- TVQ九州放送
- 東洋新薬
- 鳥越製粉（登記上の本店はうきは市）
- 南陽
- にしけい
- 西日本シティ銀行
- ニシム電子工業
- 日刊スポーツ新聞西日本西部本社
- 日本タングステン
- はせがわ
- 福岡運輸
- 福岡地所
  - 福岡リート投資法人
  - FJプライベートリート投資法人
- ふくや
- 福山コンサルタント
- プレナス
- PayPayカード（登記上の本店は東京都千代田区）
- ヤマエ久野
- ランテック
- リンテック
- ロイヤルホールディングス
- ワールドホールディングス

## 支社・営業所・工場を設置している企業
- パイロットコーポレーション九州 支社

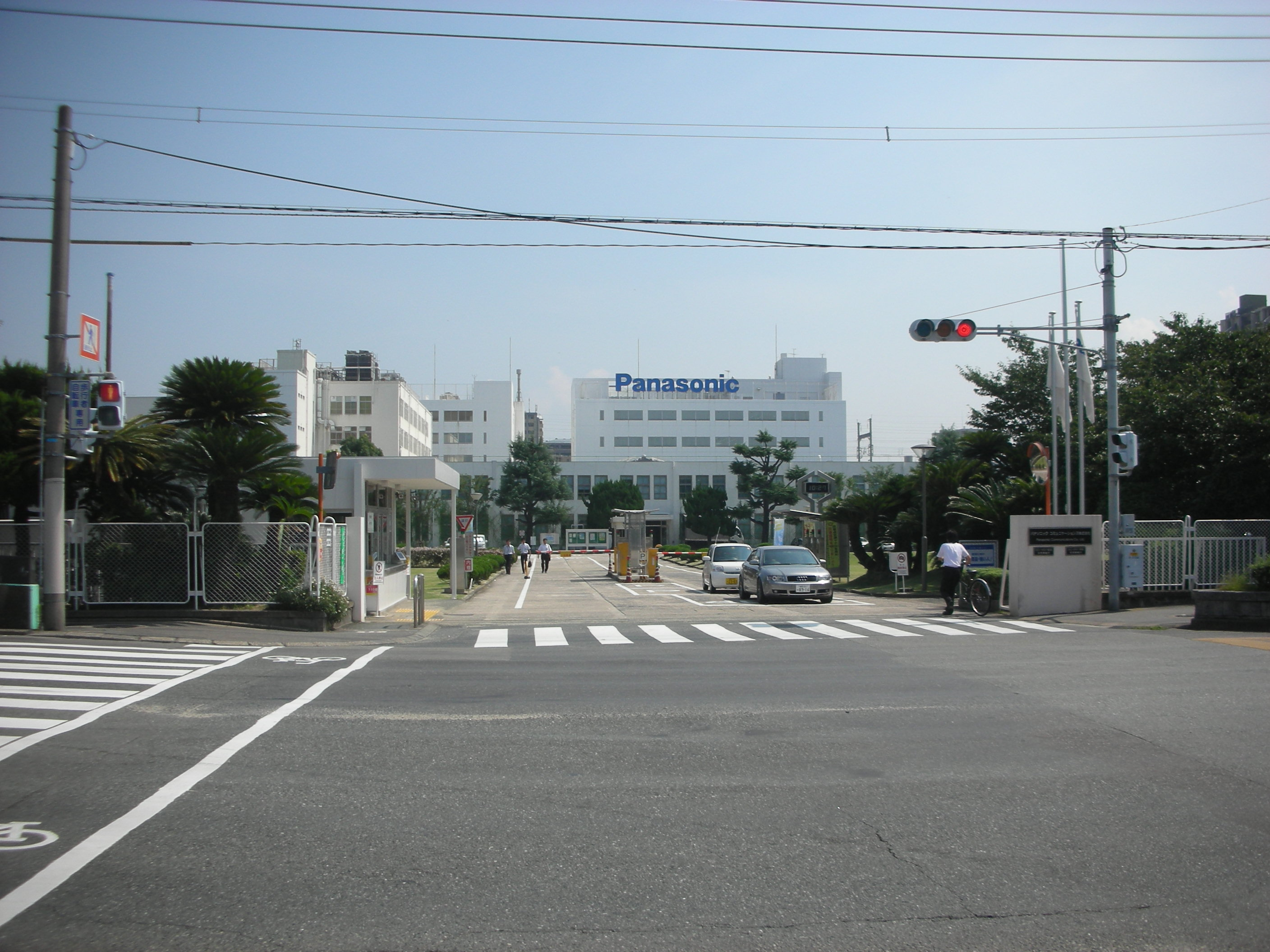
パナソニック コネクト 福岡拠点

- パナソニック コネクト 福岡拠点（旧九州松下電器→パナソニック システムソリューションズ ジャパン）
- 大成株式会社 福岡支店
- シャトレーゼ 博多工場
- 神戸製鋼所 九州支店

## マスメディア
- 新聞
  - 朝日新聞西部本社 福岡本部（本社は北九州市に所在するが、新聞の編集・制作は福岡本部で行っている）
  - 日本経済新聞西部支社
  - 日刊スポーツ新聞西日本 西部本社（2007年1月に北九州市から本社機能を移転）
- 放送
  - TVQ九州放送
  - CROSS FM福岡支社・ベイサイドプレイス博多スタジオ（本社は北九州市に所在。ベイサイドプレイス内）

## 交通

### 空港・港湾
- 福岡空港
- 博多港中央ふ頭（博多港国際ターミナル、中央ふ頭クルーズセンター）・博多埠頭

### 鉄道
- 西日本旅客鉄道（JR西日本）
  - 山陽新幹線・博多南線
    - 博多駅
- 九州旅客鉄道（JR九州）
  - 九州新幹線
    - 博多駅

  - 鹿児島本線
    - 吉塚駅 - 博多駅 - 竹下駅 - （笹原駅※） - 南福岡駅

※笹原駅は南区との境界付近にあり、東口は諸岡五丁目に所在する。
- - 篠栗線（福北ゆたか線）
    - 吉塚駅

※なお、博多駅は九州鉄道（初代）開業時より現存する九州最古の駅の一つでもある。
- 西日本鉄道（西鉄）
  - 天神大牟田線
    - 雑餉隈駅 - 桜並木駅
- 福岡市交通局（市営地下鉄）
  - 空港線
    - 中洲川端駅 - 祇園駅 - 博多駅 - 東比恵駅 - 福岡空港駅

  - 箱崎線
    - 中洲川端駅 - 呉服町駅 - 千代県庁口駅

  - 七隈線
    - 櫛田神社前駅 - 博多駅

※博多区は福岡市内の区の中で唯一、全ての地下鉄路線が通っている。

### バス
- 西日本鉄道（西鉄バス）
  - 博多自動車営業所
  - 竹下自動車営業所
    - 桜並木車庫
- 昭和自動車（昭和バス）
- JR九州バス
  - 博多支店

#### バスターミナル
- 博多バスターミナル（大半の都市間バスが乗り入れ）
- HEARTSバスステーション博多

### 道路

#### 有料道路
- 福岡高速道路
  - 福岡高速環状線:築港出入口 - 千鳥橋ジャンクション - 呉服町出入口 - 千代出入口- 博多駅東出入口 - 豊ジャンクション - 榎田出入口- 半道橋出入口 - 月隈出入口- 月隈ジャンクション - 西月隈出入口 - 板付出入口
  - 福岡高速2号太宰府線: - 金の隈出入口 - 大野城出入口
  - 福岡高速3号空港線:豊ジャンクション - 空港通出入口
  - 福岡高速5号線:月隈ジャンクション

#### 一般国道
- 国道3号（百年橋通りの一部）
- 国道3号博多バイパス（百年橋通りの一部）
- 国道202号（国体道路の一部）
- 国道202号福岡外環状道路
- 国道385号（百年橋通りの一部、空港通りの一部、竹下通りの一部、きよみ通りの一部）

#### 県道
- 福岡県道21号福岡直方線
- 福岡県道24号福岡東環状線
- 福岡県道43号博多停車場線（大博通り）
- 福岡県道44号博多港線（大博通り）
- 福岡県道45号福岡空港線（空港通りの一部）
- 福岡県道49号大野城二丈線
- 福岡県道112号福岡日田線（旧国道3号。通称は旧3号線）
- 福岡県道505号板付牛頸筑紫野線（筑紫通りの一部）
- 福岡県道510号博多停車場東本町線（福岡県道43号博多停車場線および国道202号が全線重用）
- 福岡県道517号吉塚停車場線
- 福岡県道518号南福岡停車場線
- 福岡県道550号浜新建堅粕線（妙見通り）
- 福岡県道551号別府比恵線（7空港通りの一部）
- 福岡県道552号馬出上南町線
- 福岡県道553号東光寺竹下春吉線（住吉通りの一部）
- 福岡県道554号須崎天神線
- 福岡県道555号桧原比恵線（百年橋通りの一部）
- 福岡県道574号水城下臼井線（空港通りの一部）
- 福岡県道575号山田中原福岡線（竹下通りの一部）
- 福岡県道602号後野福岡線（那の津通りの一部）
- 福岡県道607号福岡篠栗線（旧国道201号）

#### 愛称が制定されている道路

##### 福岡市によるもの
- きよみ通り
- 空港通り
- 国体道路
- 昭和通り
- 住吉通り
- 大博通り
- 竹下通り
- 筑紫通り
- 那の津通り
- はかた駅前通り
- パピヨン通り
- 百年橋通り
- 明治通り（旧国道202号）
- 妙見通り
- ユニバ通り
- 吉塚通り

##### 博多区によるもの
多数存在するため、市のホームページ を参照のこと。全て博多区内で完結しているが、竹下通りと筑紫口通りなど、一部は上述の福岡市が制定したものと区間が重複する例もみられる。

## 名所・旧跡・観光スポット

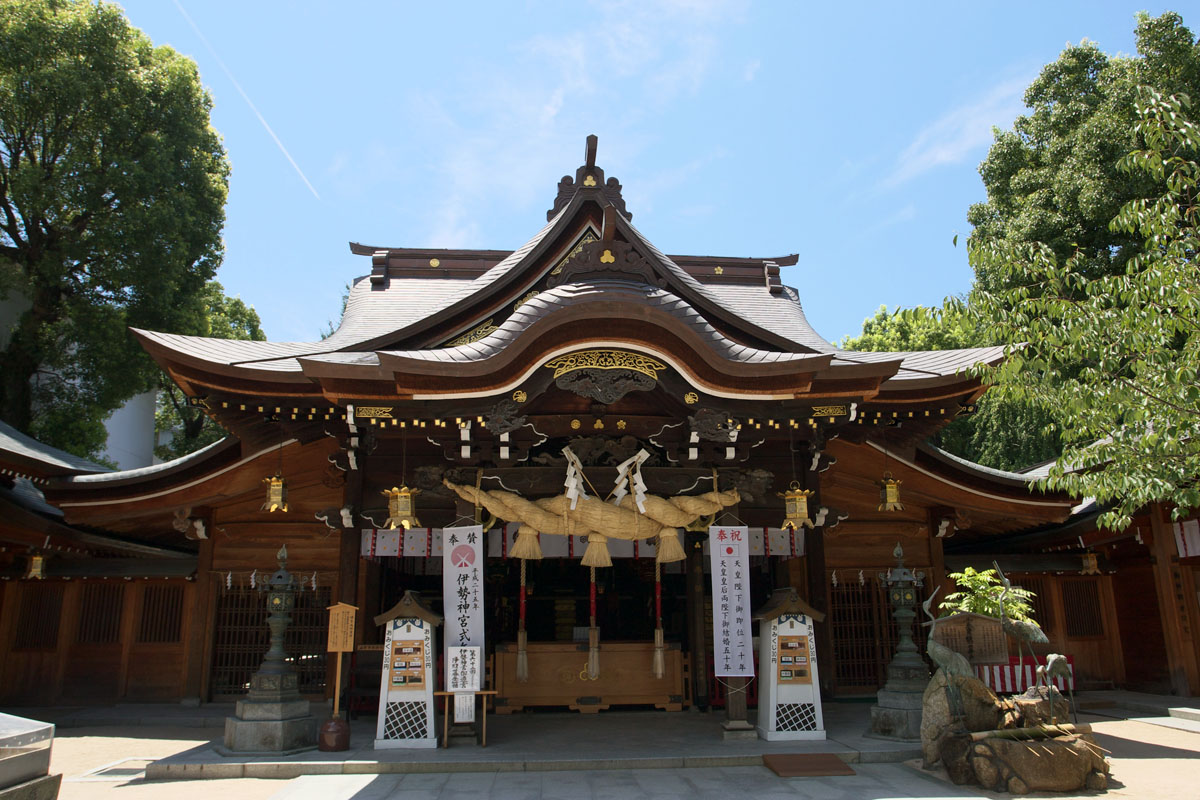
櫛田神社

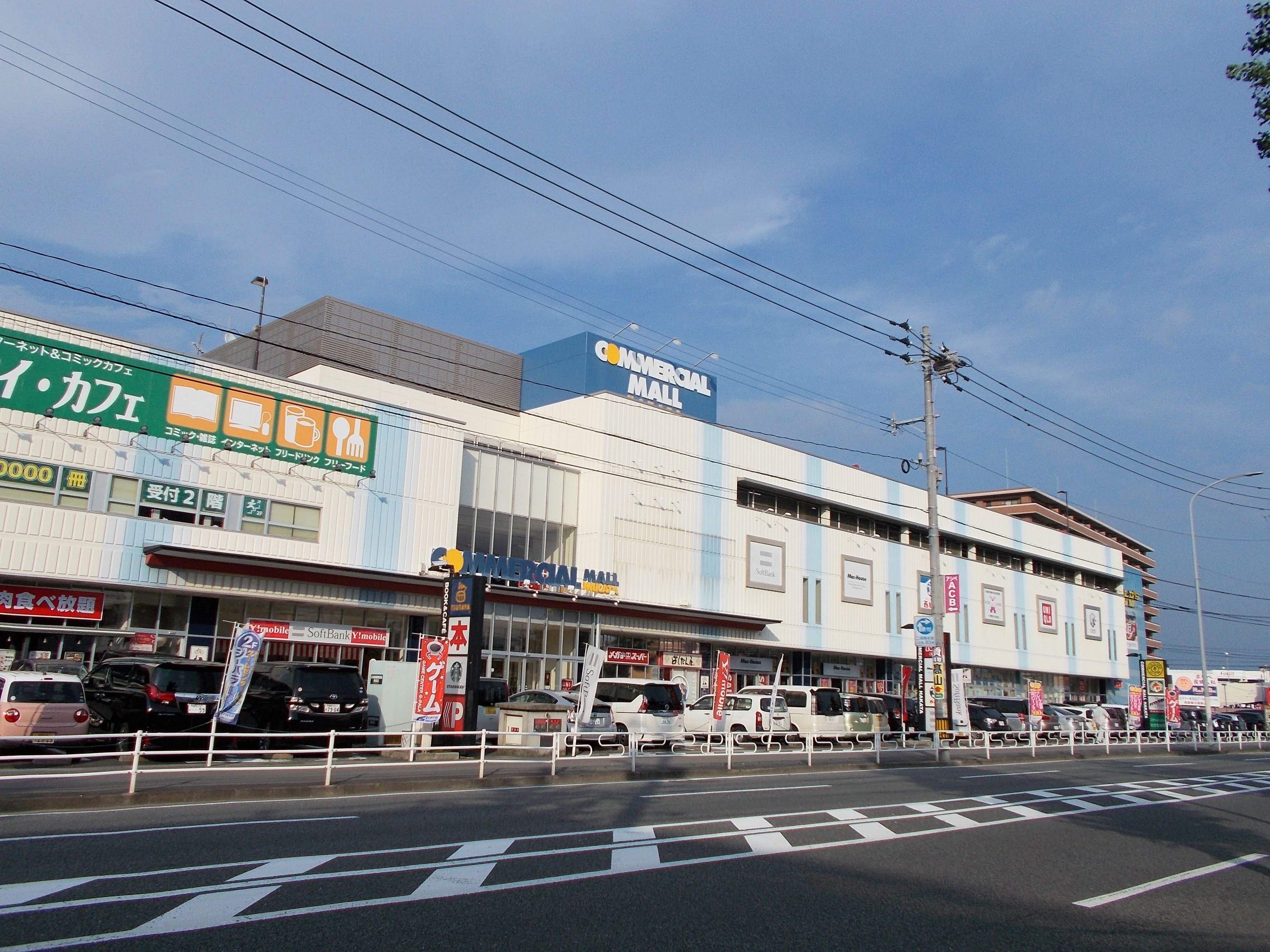
コマーシャルモール博多

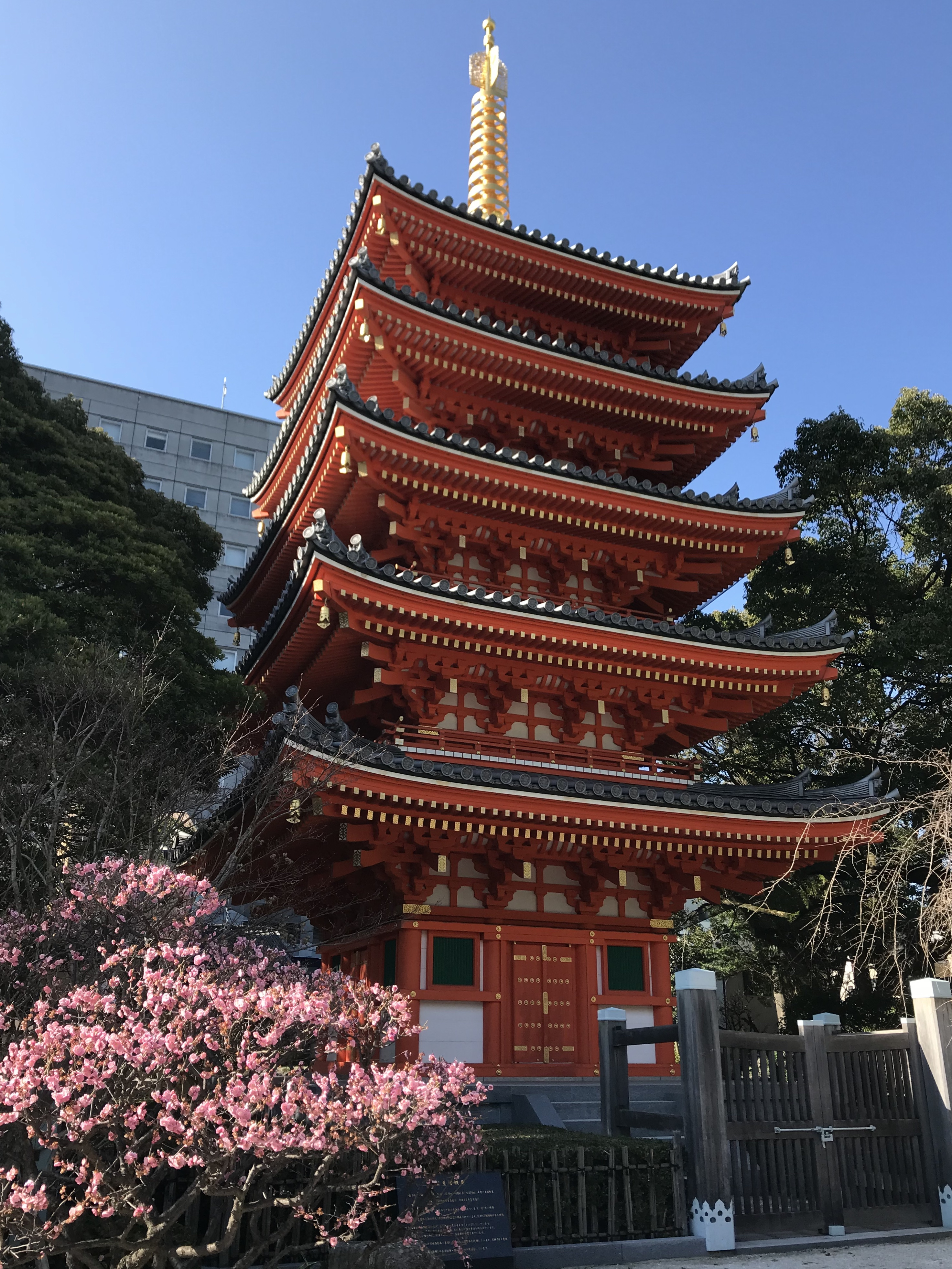
東長寺

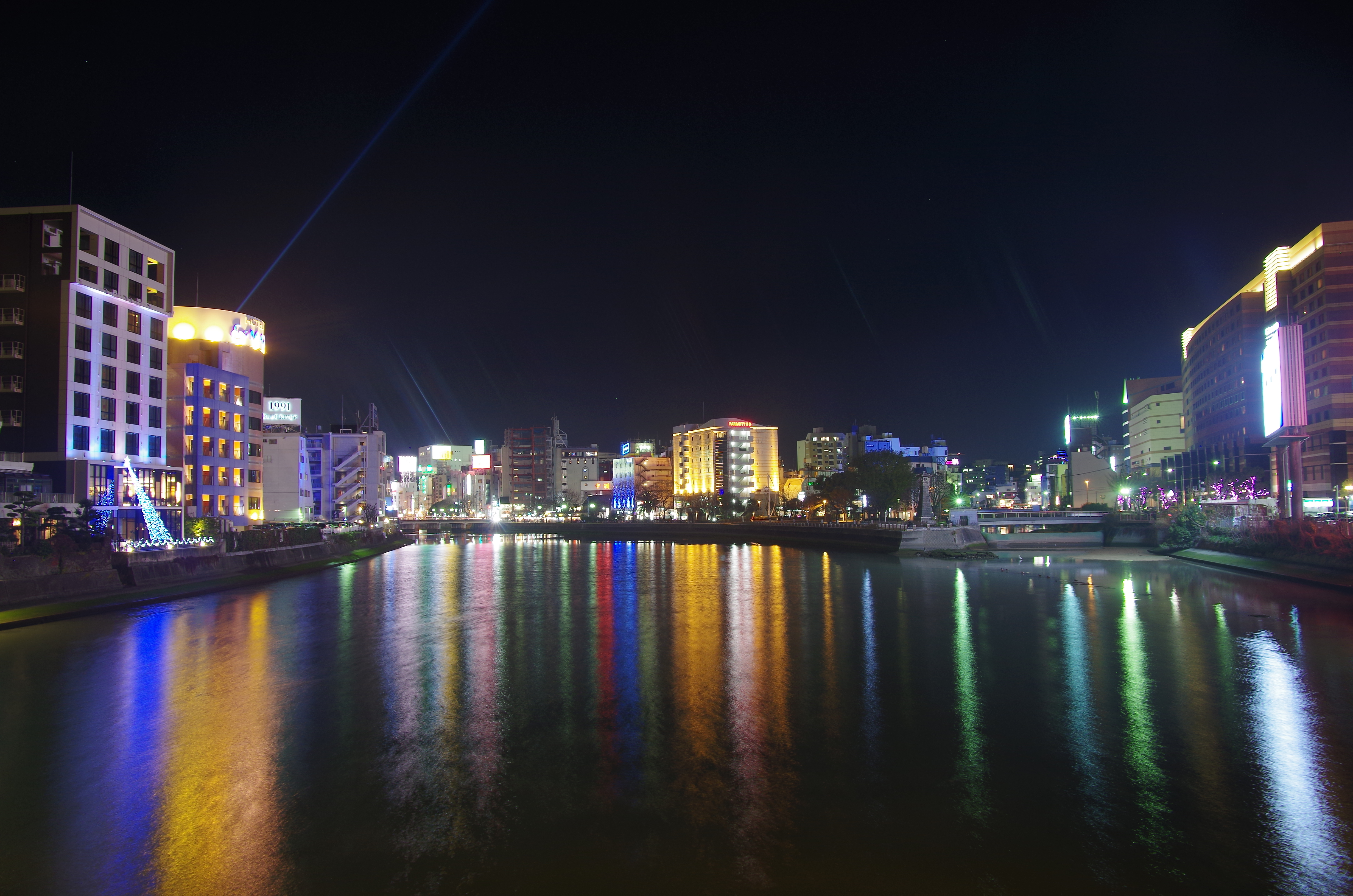
中洲

### 商業
- JR博多シティ（博多駅）
  - アミュプラザ博多
  - 博多阪急
- キャナルシティ博多
- 博多リバレイン
  - 博多座
- ベイサイドプレイス博多埠頭
- 川端通商店街
- コマーシャルモール博多
- フォレオ博多
- ららぽーと福岡
- ブランチ博多パピヨンガーデン

### 文化・スポーツ
- 東公園
- 東平尾公園（博多の森）
  - アクシオン福岡 （ライジングゼファーフクオカ本拠地）
  - 博多の森球技場 （アビスパ福岡本拠地）
- 大相撲九州場所（福岡国際センターで開催）
- 楽水園
- 博多町家ふるさと館

### 史跡
- 櫛田神社
- 住吉神社
- 十日恵比須神社
- 東長寺
- 聖福寺
- 承天寺
- 若八幡宮
- 板付遺跡
- 金隈遺跡

## 出身有名人
- 千葉真一 - 俳優、映画監督
- 小松政夫 - 俳優、タレント
- 武田鉄矢 - 俳優、歌手、「海援隊」メンバー、タレント
- 米倉斉加年 - 俳優、作家
- 尾形大作 - 歌手
- 永谷敬三 - ブリティッシュコロンビア大学名誉教授
- 村田邦彦 - ピエトロ創業者・元社長
- 小島武夫 - プロ雀士
- 長谷川法世 - 漫画家
- 大神いずみ - 元・日本テレビアナウンサー
- 牧瀬里穂 - 女優
- 瀬戸康史 - 俳優、タレント、D-BOYS
- 瀬戸さおり - ファッションモデル、瀬戸康史の妹。
- 阿久津貴史 - パワーリフティング選手
- 川島透 - 映画監督
- 重盛さと美 - タレント
- 杉真理[4] - ミュージシャン
- 杉森建 - ゲームクリエイター、イラストレーター、漫画家
- 大村雅朗 - 作曲家、編曲家、キーボーディスト
- 宮崎総子 - アナウンサー（フジテレビ→フリー）
- 小川規三郎 - 博多織職人
- 山崎朝雲 - 彫刻家
- 早瀬英里奈 - 女優

## 博多区を舞台にした作品
- クッキングパパ
- 太陽の黙示録
- 博多っ子純情
- 博多豚骨ラーメンズ